# Gare de Dalian-Nord
La gare de Dalian-Nord est une gare ferroviaire chinoise situé à Dalian. Elle est construite entre 2010 et 2012, pour un coût de 1,54 milliard de yuans et une superficie de 68 500 m².